# 구성주의 (교육)
교육심리학이나 교수 설계에서 구성주의 (Constructivism)는 인간이 자신의 경험으로부터 지식과 의미를 구성해낸다는 이론이다.
교육학에서는 피교육자들이 교육을 받을 때, 학습 이전의 개념을 토대로 학습이 진행된다는 의미가 된다. 그에 따르면, 교사의 역할은 피교육자가 사실이나 생각을 발견할 수 있도록 돕는 것이 된다.
장 피아제는 이를 정형화하는 데 큰 공헌을 하였다. 그의 구성주의 학습이론은 교육개혁운동의 주제로 활용되어 학습이론과 교수방법론에 큰 영향을 주기도 했다. 1970년대에 대두되기 시작하여 1980년대에는 객관주의 또는 표상주의에 대한 대안으로 자리잡게 되었다.

## 인지구조
피아제는 인간의 경험과 지식의 변화는 뇌의 인지구조의 변화로 매칭된다고 생각한 것이다. 따라서 구성주의는 학습을 인지구조의 재구성이라고 보는 것이다. 인지구조를 재구성할 때 요인으로는 개인의 경험을 결정하는 사회문화적 요인, 개인 특유의 경험, 생물학적 요인 등을 들 수 있다. 사회문화적 요인을 강조하는 것이 사회적 구성주의 분파이고, 개인 특유의 세계 인식과 단절성을 강조하는 급진적 구성주의 분파, 이렇게 현재는 두 구성주의의 흐름이 나타난다. 그러나 상호보완적인 면에 주목하는 학자(Cobb)들도 많이 있으며, 응용된 교육학 분야에서는 두 구성주의의 보완적 접근이 강조된다.

### 인지적 구성주의

#### Piaget의 인지발달 이론의 근거
- 동화(assimilation) : 이미 가지고 있던 자신의 인지구조로 새로운 대상을 받아들이는 과정이다.
- 조절(accommodation) : 가지고 있는 기존의 도식이나 인지구조가 동화할 수 없을 때, 가지고 있는 도식이나 인지구조를 바꾼다.
- 평형(equilibrium) : 동화와 조절의 통된 과정이다. 경험과 인지 사이에 괴리가 생겨 비평형화가 일어나면 유기체는 동화와 조절로 평형화를 추구하게 된다.

장 피아제의 발생론적 인지 발달 이론에 영향을 받아 형성되었다.

### 사회적 구성주의
레프 비고츠키와 브루너의 사회 발달 이론에 영향을 받아 형성되었다.

#### 브루너의 지식의 성장 과정에 따른 근거
브루너는

## 같이 보기
- 구성주의